# Rhapydionininae
Rhapydionininae es una subfamilia de foraminíferos bentónicos de la familia Rhapydioninidae, de la superfamilia Alveolinoidea, del suborden Miliolina y del orden Miliolida. Su rango cronoestratigráfico abarca desde el Santoniense (Cretácico superior) hasta la Actualidad.

## Clasificación
Rhapydionininae incluye a los siguientes géneros:
- Chubbina †
- Cyclopseudedomia †
- Murciella †
- Pseudedomia †
- Raadshoovenia †
- Rhapydionina †
- Ripacubana †
- Twaraina †

Otros géneros considerados en Rhapydionininae son:
- Chubbinella †
- Conulina †, aceptado como Ripacubana
- Cosinella †, aceptado como Murciella
- Cuvillierinella †, aceptado como Raadshoovenia
- Neomurciella †
- Praechubbina †
- Praecosinella †, aceptado como Pseudedomia
- Rhipidionina †, aceptado como Rhapydionina
- Sellialveolina †, aceptado como Pseudedomia
- Sutivania †, aceptado como Rhapydionina